# لونا (مغنية)
لونا اسمها الحقيقي بارك سان ينغ (هانغل: 박선영) (من مواليد 12 أغسطس 1993 في سيئول، كوريا الجنوبية) هي مغنية وممثلة كورية جنوبية بدأت مسيرتها الفنية عام 2009. وهي عضوة في فرقة إف إكس.

## المسيرة الفنية
{{في عام 2006 ظهرت لونا في اداء لها على برنامج في SBS “Truth Game”
تم رؤيتها من قبل شركة SM فَ أصبحت متدربة لمدة 3 سنوآت
وبعدها أصبحت عضوة في الفرقة ,
في 2010 فازت لونا في جائزة ‘Variety New Star Award’ لظهورها في برنامج ” ستار كينغ “
وكانت لونا واحده من الأيدول العشرين الذين سجلوا أغنية “Let’s Go” لغرض زيادة مشاركة الجمهور في قمة G-20 2010 سيؤل
في 15 أبريل 2011 قامت لونا بالغناء مع هايوسونغ عضوة Secret
وأيضا ظهرت لونا في الدراما العائلية Chosun drama entitled Saving Ahjumma بجانب كيو SS501 وبثت في ديسمبر 2011
شاركت في البوم شايني لعام 2009 في اغنية "Get Down" مع منهو وكي
دويتو مع كريستال بعنوان "Hard but Easy" كـ اوست لدراما Invincible Lee Pyung Kang
ودويتو مع كريستال وامبر بعنوان "Spread Its Wings" كـ اوست لدراما God of Study
ودويتو مع كريستال بعنوان "Calling Out" كـ اوست لدراما اخت الساندريلا
واغنيه لها بعنوان "Beautiful Day" كـ اوست لدراما Please Marry Me
دويتو مع يوسونغ بعنوان "And I Love You" كـ اوست لدراما President
شآركت في دويتو مع أوُنيوُ في SMTOWN
دوُيتو مع شآيني في أغنيى Let's don't forget about it
دوُيتو مع Hyosung عضوُة Secret في أغنية Only Girl
دوُيتوُ مع فرقة TRAX في أغنية Bring Me To Life[/CENTER]}}

## روابط خارجية
- لونا على موقع IMDb (الإنجليزية)
- لونا على موقع ميوزك برينز (الإنجليزية)
- لونا على موقع ديسكوغز (الإنجليزية)